# 艾華頓·山度士
艾華頓·李安度·杜斯·山度士·賓度（Everton Leandro dos Santos Pinto，1986年10月12日—），是巴西的足球運動員，司職前鋒，现效力于K联赛球会城南一和天马。
2011年3月21日，艾華頓·山度士自巴黎聖日耳門外借K联赛球会城南一和天马，2012年正式轉會加盟。

## 外部連結
- 官方网站